# (They Long to Be) Close to You
(They Long To Be) Close To You foi o maior sucesso da dupla Carpenters, lançada em 15 de maio de 1970, a música se manteve por 4 semanas no topo das paradas de sucesso e  Composta por Burt Bacharach e Hal David, foi a primeira canção da dupla a ganhar um disco de ouro e a versão mais conhecida da música. A dupla ganhou o Grammy de melhor performance por um dueto pela música em 1971. A canção também é o tema romântico de Marge e Homer Simpson em Os Simpsons, tendo sido apresentada pela primeira vez no episódio "The Way We Was", que mostra Homer e Marge se conhecendo pela primeira vez, e desde então foi tocada diversas vezes na série. Em Os Simpsons: O Filme é revelado que o casal dançou ao som música em seu casamento.
Foi a 29ª música mais tocada nas rádios brasileiras em 1970.

## Versões Anteriores
- Richard Chamberlain: Gravada originalmente por ele como single em 1963,[3] a música não atingiu as paradas de sucesso ao contrário do Lado B do Single, a música Blue Guitar.
- Dionne Warwick: Gravou, em 1964, para seu álbum Make Way for Dionne Warwick e também como Lado B do seu Single Here I Am
- Dusty Springfield: Gravou a música em 1964 mas só foi lançada em 1967 em seu álbum Where Am I Going?

## Covers

### Famosos
- Em 1975, a banda B.T. Express, regravou a música,[3] atingindo a 31ª posição na parada R&B.
- Em 1986, Gwen Guthrie, regravou a música,[3] atingindo a 25ª posição nas paradas do Reino Unido

### Outros
A música também foi regravada por artistas como Claudine Longet, Frank Sinatra, Isaac Hayes, Jimmy "Bo" Horne, Tina Arena , Hikaru Utada, Rie Fu, The Cranberries, Beni, dentre outros.

### Brasileiros
- Ronnie Von: Em 1977, o cantor gravou a música em seu álbum Ronnie Von.
- Trash pour 4: Em 2005, a banda gravou a música em seu álbum de estreia.
- Cídia e Dan: Em 2006, o duo gravou a música para a trilha sonora da novela O Profeta.

## Posição nas paradas musicais
| Parada (1970)                                 | Melhor posição |
| --------------------------------------------- | -------------- |
| Austrália (Go-Set Chart)                      | 1              |
| Canada (RPM Top Singles)                      | 1              |
| Irlanda (IRMA)                                | 6              |
| Oricon (Japanese) Singles Chart               | 71             |
| Países Baixos (Dutch Top 40)                  | 33             |
| Países Baixos (Single Top 100)                | 30             |
| Reino Unido (UK Singles Chart)                | 6              |
| Estados Unidos (Billboard Hot 100)            | 1              |
| Estados Unidos (Billboard Adult Contemporary) | 1              |
| Estados Unidos (Cash Box Top 100)             | 1              |
| Estados Unidos (Record World)                 | 1              |

| Parada (1970)                      | Posição |
| ---------------------------------- | ------- |
| Austrália                          | 2       |
| Canada                             | 9       |
| Estados Unidos (Billboard Hot 100) | 2       |
| Estados Unidos (Cash Box)          | 16      |

| Parada (1958–2018)                 | Posição |
| ---------------------------------- | ------- |
| Estados Unidos (Billboard Hot 100) | 255     |